# Xerophyta connata
Xerophyta connata är en enhjärtbladig växtart som beskrevs av Mcpherson och Van der Werff. Xerophyta connata ingår i släktet Xerophyta och familjen Velloziaceae.
Artens utbredningsområde är Madagaskar. Inga underarter finns listade.